# Тенистовское сельское поселение
Тени́стовское се́льское поселе́ние (укр. Тінистівське сільське поселення, крымскотат. Qalımtay köy yurtu, Къалымтай кой юрту) — муниципальное образование в составе Бахчисарайского района Республики Крым России.

## География
Поселение расположено на юго-западе района, в долине реки Кача, в её нижнем течении, в пределах Внешней гряды Крымских гор. Граничит на севере с Угловским и Вилинским, на востоке — с Долинненским сельскими поселениями и на юге, западе и севере — с землями Нахимовского района Севастополя.
Площадь поселения 56,68 км².
Транспортное сообщение осуществляется по региональной автодороге 35Н-021 «Орловка — Бахчисарай» (по украинской классификации — территориальная автодорога Т-2701).

## Население
| 2001  | 2014  | 2015  | 2016  | 2017  | 2018  | 2019  |
| ----- | ----- | ----- | ----- | ----- | ----- | ----- |
| 2942  | ↘2901 | →2901 | ↘2881 | ↘2859 | ↘2846 | ↘2833 |
| 2020  | 2021  |       |       |       |       |       |
| ↘2809 | ↗2946 |       |       |       |       |       |

## Состав
В состав поселения входят 5 сёл.
| № | Населённый пункт | Тип населённого пункта       | Население на 2014 год |
| - | ---------------- | ---------------------------- | --------------------- |
| 1 | Тенистое         | село, административный центр | ↗1211                 |
| 2 | Айвовое          | село                         | ↘482                  |
| 3 | Красная Заря     | село                         | ↘323                  |
| 4 | Некрасовка       | село                         | ↘331                  |
| 5 | Суворово         | село                         | ↘554                  |

## История
Согласно доступным источникам, в начале 1920-х годов был образован Калымтайский сельсовет (видимо, постановлением Крымревкома от 8 января 1921 года № 206 «Об изменении административных границ») и на момент всесоюзной переписи населения 1926 года включал одно село Калымтай с населением 694 человека.
Указом Президиума Верховного Совета РСФСР от 21 августа 1945 года Калымтайский сельсовет переименовали в Тенистовский сельский совет. С 25 июня 1946 года сельсовет в составе Крымской области РСФСР, а 26 апреля 1954 года Крымская область была передана из состава РСФСР в состав УССР. Время укрупнения сельсовета пока точно не установлено: на 15 июня 1960 года в его состав входили сёла:

| - Вишнёвое - Комсомольское - Красная Заря | - Некрасовка - Орловка - Осипенко | - Полюшко - Суворово - Тенистое |

15 февраля 1965 года сёла Вишнёвое, Орловка, Осипенко и Полюшко были переданы в состав Севастопольского горсовета.
На 1968 год сельсовет уже включал 5 сёл. С 12 февраля 1991 года совет в восстановленной Крымской АССР, 26 февраля 1992 года переименованной в Автономную Республику Крым.
С 21 марта 2014 года в составе Крыма аннексировано Россией.
Статус и границы новообразованного сельского поселения установлены Законом Республики Крым от 5 июня 2014 года № 15-ЗРК «Об установлении границ муниципальных образований и статусе муниципальных образований в Республике Крым».